# Roddi
Roddi é uma comuna italiana da região do Piemonte, província de Cuneo, com cerca de 1.323 habitantes. Estende-se por uma área de 9 km², tendo uma densidade populacional de 147 hab/km². Faz fronteira com Alba, La Morra, Monticello d'Alba, Santa Vittoria d'Alba, Verduno.

## Demografia
| Variação demográfica do município entre 1861 e 2011                               |
|                                                                                   |
| Fonte: Istituto Nazionale di Statistica (ISTAT) - Elaboração gráfica da Wikipedia |